# Kermanschah
Kermanschah (persisch کرمانشاه Kermānschāh, DMG Kermānšāh kʲermɔːnˈʃɔːh, kurdisch کرماشان Kirmaşan), zeitweilig auch Bachtaran, ist die Hauptstadt der iranischen Provinz Kermanschah und liegt damit an der Grenze zum Irak.

## Geschichte
Nach dem Historiker Hamdollah Mostowfi wurde Kermanschah im 4. Jahrhundert unter der Herrschaft des Sassaniden Bahram IV. gegründet. Dieser hatte als ehemaliger Gouverneur von Kerman den Titel Kerman Schah erhalten. Von diesem Titel leitet sich der Name der Stadt ab. Andere Quellen wie al-Muqaddasi nennen den König Kavadh I. als Gründer.
Kermanschah war eine Sommerresidenz der Könige des Sassanidenreichs, besonders Chosrau II. genannt Parwez, der dort einen Palast errichtete. Die berühmte Geschichte von Chosrau und Schirin im Schāhnāme, ebenfalls aufgenommen von Nizami und Mir Ali Scher Nava'i (Schirin und Farhad), bezieht sich auf die Zeit von Chosrau Parwez. Die Stadt war zu der Zeit, ebenso wie Hamadan, ein wichtiger Ort an der Handelsroute nach Bagdad. Auch Herrscher nachfolgender Dynastien wie Hārūn ar-Raschīd und die Buyiden benutzen die Stadt als Residenz.
Im Lauf ihrer Geschichte wurde Kermanschah vielfach von fremdem Truppen besetzt. So wurde nach der Eroberung Hulwans 640 durch die muslimischen Araber, auch Kermanschah von den Arabern eingenommen. Kermanschah wurde Teil der Provinz Dschibal. Im 11. Jahrhundert eroberten die Seldschuken die Stadt. Die Seldschuken machten die Stadt zur Provinzhauptstadt der neu gegründeten Provinz Kurdistan, die den heutigen iranischen Teil Kurdistans enthielt. Bis zum 15. Jahrhundert hatte Kermanschah keine bedeutende Stellung. Mit dem Aufstieg der Safawiden wurde Kermanschah Grenzstadt zwischen den Safawiden und dem Osmanischen Reich. Zwischen 1590 und 1602 fiel die Stadt an die Osmanen. Ab dem 17. Jahrhundert stellte der kurdische Stamm der Zangana die Stadtverwalter. Kermanschah wurde zur wichtigsten Stadt Persisch-Kurdistans.
1909 ereignete sich ein Pogrom gegen Juden in Kermanschah. Das Bulletin der Alliance Israélite Universelle berichtete auch von Solidarität mit den Opfern: „Die Muslime schickten Brot ins jüdische Viertel, sie gaben unseren Glaubensgenossen Decken und Matratzen für die Nacht.“
Während des Ersten Weltkriegs waren in den Norden Irans russische und im Süden britische Truppen eingedrungen. Mit deutscher und türkischer Hilfe etablierte sich in dem noch nicht von fremden Truppen besetzten Kermanschah eine „provisorische Regierung“ unter Führung von Reza Qoli Khan Nezam al Saltaneh. Beteiligt war auch der Geistliche Hassan Modarres, der als Justizminister fungierte. Um die Bezeichnung „Regierung“ aus Rücksicht auf die noch amtierende Zentralregierung in Teheran zu vermeiden, nannte man sich „Komitee X“. Als die russischen Truppen weiter vorrückten, wurde der Sitz der Exilregierung zusammen mit der Außenstelle der deutschen Botschaft nach Qasr-e Schirin (direkt an der heutigen Grenze zwischen Iran und Irak gelegen) verlegt. Der russische General Nikolai Nikolajewitsch Baratow führte unbeeindruckt von den deutschen Aktivitäten seine Truppen weiter in den Südwesten Irans. Am 22. Februar 1916 besetzten die russischen Truppen Kermanschah. Nach dem Sieg bei Kut (heute im Irak) begannen die osmanischen Truppen eine Offensive nach Osten Richtung Iran. Am 3. Juni 1916 trafen sie in Iran auf russische Truppen, besiegten diese und nahmen am 2. Juli Kermanschah ein. In dem von den Türken kontrollierten Gebiet baute die erneut nach Kermanschah umgesiedelte „provisorische Regierung“ unter Nezam al Saltaneh eine eigene Verwaltung auf, zog Rekruten ein und erhob Steuern. Die Reichsregierung entsandte im Juli 1916 Rudolf Nadolny als Geschäftsträger der deutschen Botschaft nach Iran, das in Kermanschah eine Außenstelle der deutschen Botschaft errichtete. Zur Finanzierung der „provisorische Regierung“ unter Führung von Reza Qoli Khan Nezam al Saltaneh hatte Nadolny in Berlin geprägte persische Silbermünzen (1000 und 2000 Dinar) und türkische Goldmünzen (Pfund) sowie 4 Millionen Reichsmark in 10-, 20 – und 100 Markscheinen, mit einem roten Aufdruck mit 2½, 5 und 25 Toman versehen, nach Kermanschah mitgenommen. Es wurde eine Bank eröffnet und die Deutsche Mark als Zahlungsmittel in Iran in Umlauf gebracht. Am 11. März 1917 fiel Baghdad in die Hände der Briten. Das Ende der osmanischen Offensive in den Staat Iran war damit besiegelt. Die deutsche Militärmission und die provisorische Regierung Irans flohen aus dem Westen Irans nach Kirkuk. Die provisorische iranische Regierung unter Nezam al Saltaneh stellte ihre Tätigkeit am 7. Mai 1917 ein.
In der Zeit von Schah Mohammad Reza Pahlavi wurde im Rahmen der Entwicklungsprogramme der Weißen Revolution in Kermanschah unter anderem eine bedeutende Ölraffinerie erbaut.
Nach der Islamischen Revolution kam es 1979 zu einem Streit über den Namen der Stadt und der Provinz. Zunächst wurde Kermanschah und die dazugehörige Provinz in Bakhtaran (Westen) umbenannt, um Reminiszenzen an Schah Mohammad Reza Pahlavi zu tilgen.
Während des Iran-Irak-Krieges wurde die Stadt schwer verwüstet.  In der Endphase des Krieges versuchte die im Irak stationierte Armee des Nationalen Widerstandsrates Irans vom Irak aus, über Kermanschah nach Teheran vorzustoßen (Operationen „40 Sterne“ im Norden bzw. „Ewiges Licht“ im Westen Irans). Faktisch im Alleingang und im Schatten der die Region zuvor kurzzeitig erobernden (dann aber wieder abrückenden) Iraker, besetzte sie im Juli 1988 nach erbitterten und auch für die Regierungstruppen verlustreichen Kämpfen die Provinz Ilam und Teile der Provinz Kermanschah (Islamabad-e garb, Karand, Sar e Pol e zahab etc.) Kermanschah selbst konnte von der Rebellenarmee nicht eingenommen werden. Sie mussten sich nach dem irakisch-iranischen Waffenstillstand im August 1988 wieder in den Irak zurückziehen. Die Rebellen meldeten 2000 Tote, Verwundete, Gefangene auf der eigenen Seite, gaben die Verluste der Regierungstruppen mit 55.000 an (von bis zu 200.000 eingesetzten Soldaten).
Obwohl die Stadt heute nahezu vollständig wiederaufgebaut ist, leidet sie immer noch unter den Nachwirkungen des Kriegs. Nach dem Krieg erhielt die Stadt wieder ihren hergebrachten Namen.

## Verkehr
In der Stadt soll die Bahnstrecke Arak–Kermanschah enden, die in Arak von der Transiranischen Eisenbahn abzweigt, seit 2011 bis Malayer eröffnet ist und sich darüber hinaus im Bau befindet (2016).

## Universitäten
- Razi-Universität

## Söhne und Töchter der Stadt
- Ad-Dīnawarī (828–889/895), Wissenschaftler
- Abulqossim Lohutij (1887–1957), persischer und tadschikischer Dichter
- Karim Sandschabi (1904–1995), Politiker und Außenminister
- Doris Lessing (1919–2013), britische Schriftstellerin und Trägerin des Literatur-Nobelpreises
- Mohammad Mokri (1921–2007), Kurdologe
- Mahmoud Latifi (1929–2005), Herpetologe
- Shahpour Zarnegar (1929–2022), Fechter
- Peter Warr (1938–2010), britischer Automobilrennfahrer und Motorsportfunktionär
- Rafat Mey-Elahy (* 1942), deutsch-persische Malerin
- Guity Novin (* 1944), kanadische Malerin und Bildhauerin
- Mahasti (1946–2007), Sängerin
- Shahram Nazeri (* 1950), kurdischer Sänger und Komponist
- Bahramji (* 1952), iranischer New-Age-Musiker
- Wahid Ahmadi (* 1953), Diplomat
- Bijan Namdar Zangeneh (* 1953), Politiker
- Ali Akbar Moradi (* 1957), kurdischer Sänger
- Shahpour Shahbazi (* 1961), Filmregisseur, Drehbuchautor und Autor
- Shahriyar Jamshidi (* 1971), Kamantsche-Spieler und Komponist
- Schahram Amiri (1977–2016), Kernphysiker
- Kourosh Bagheri (* 1977), Gewichtheber[6]
- Ehsan Fattahian (1981–2009), kurdischer Aktivist der Komalah
- Ali Mazaheri (* 1982), Amateurboxer
- Payam Feili (* 1985), Dichter, Aktivist und Schriftsteller
- Neda Shahsavari (* 1986), Tischtennisspielerin
- Homa Hosseini (* 1988), Ruderin
- Arian Salimi (* 2003), Taekwondoin

## Galerie

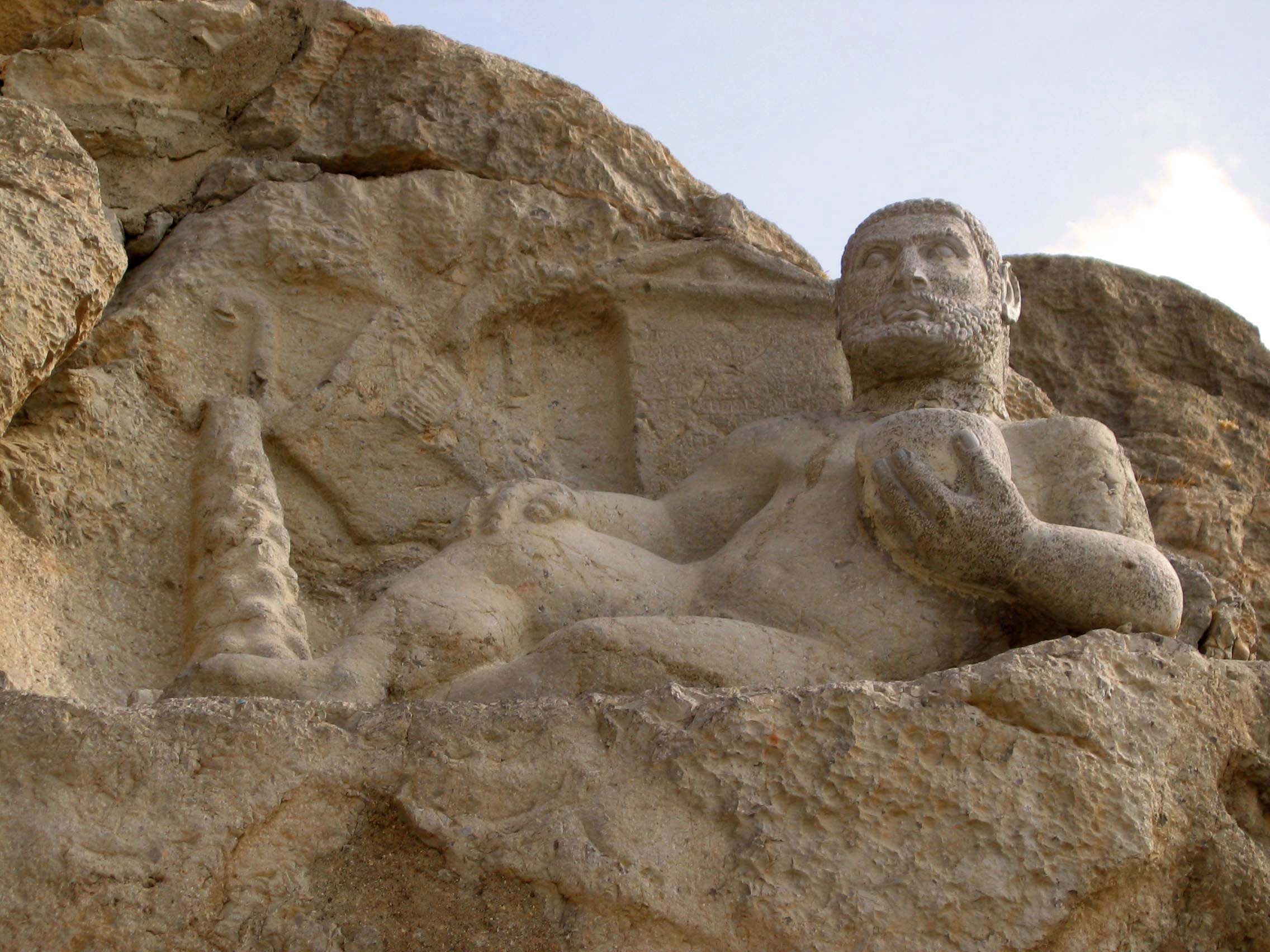
Statue des Verethragna als Herkules, Bisutun bei Kermanschah
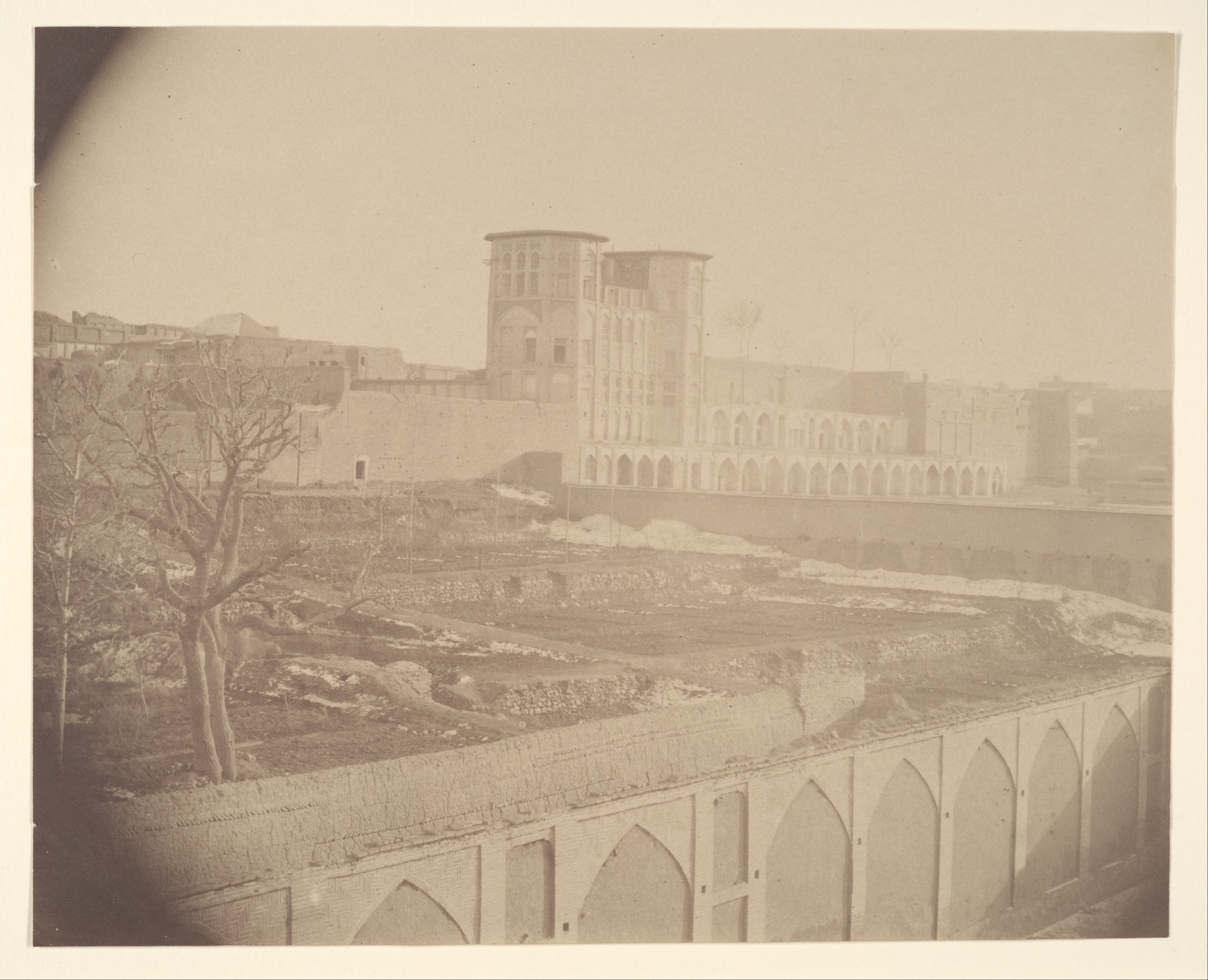
Kermanschah um 1840–1860, fotografiert von Luigi Pesce
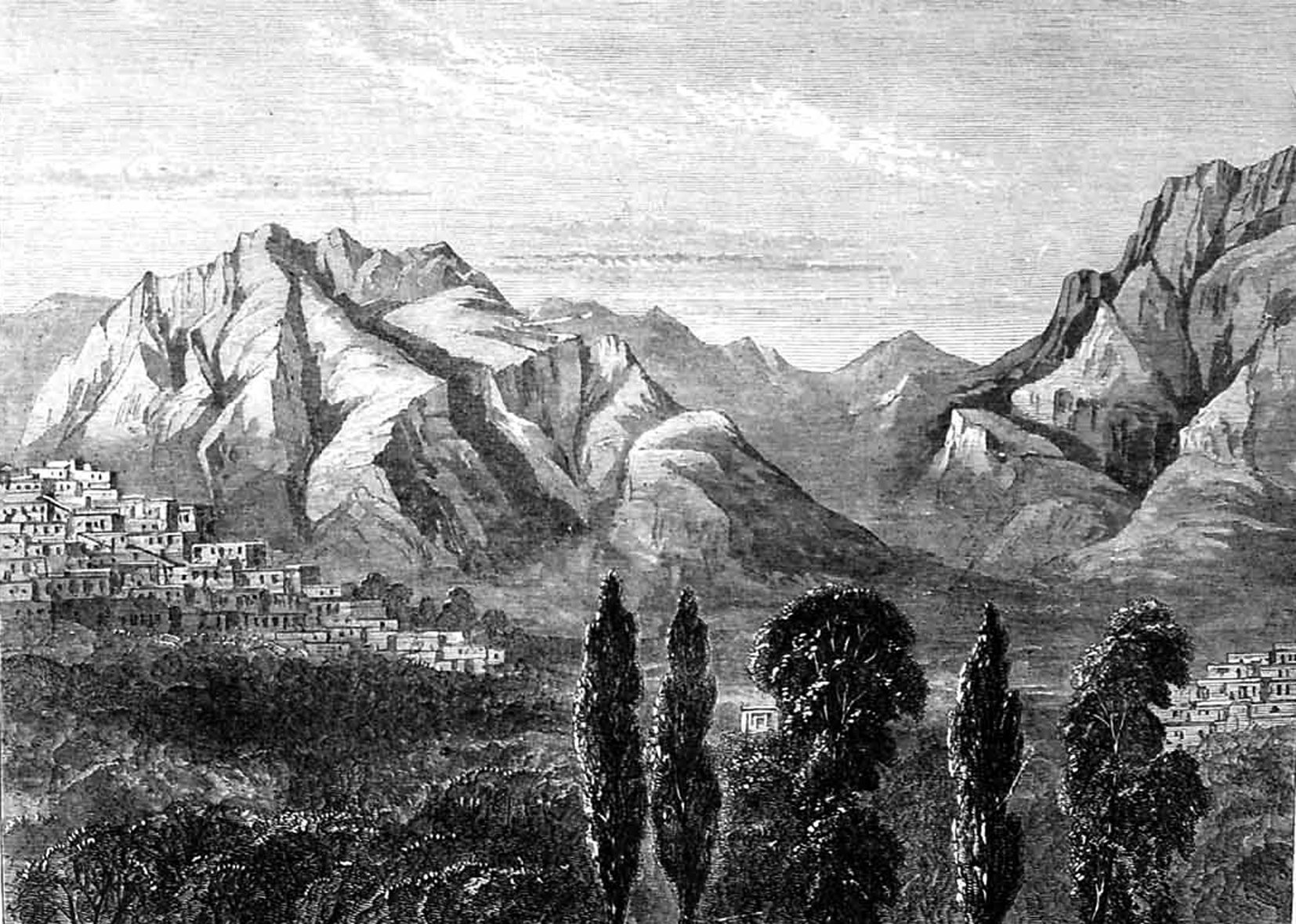
Blick auf Kermanschah mit den Bergen Farokhshad und Wasi im Hintergrund (1866)
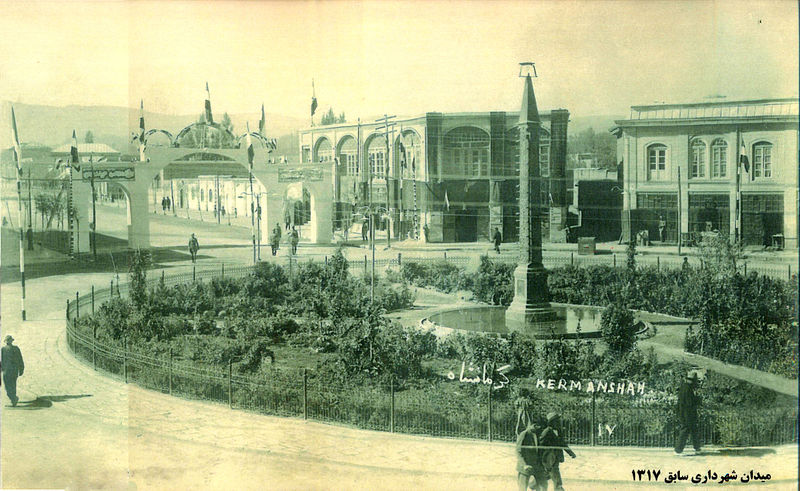
Kermanschah 1938
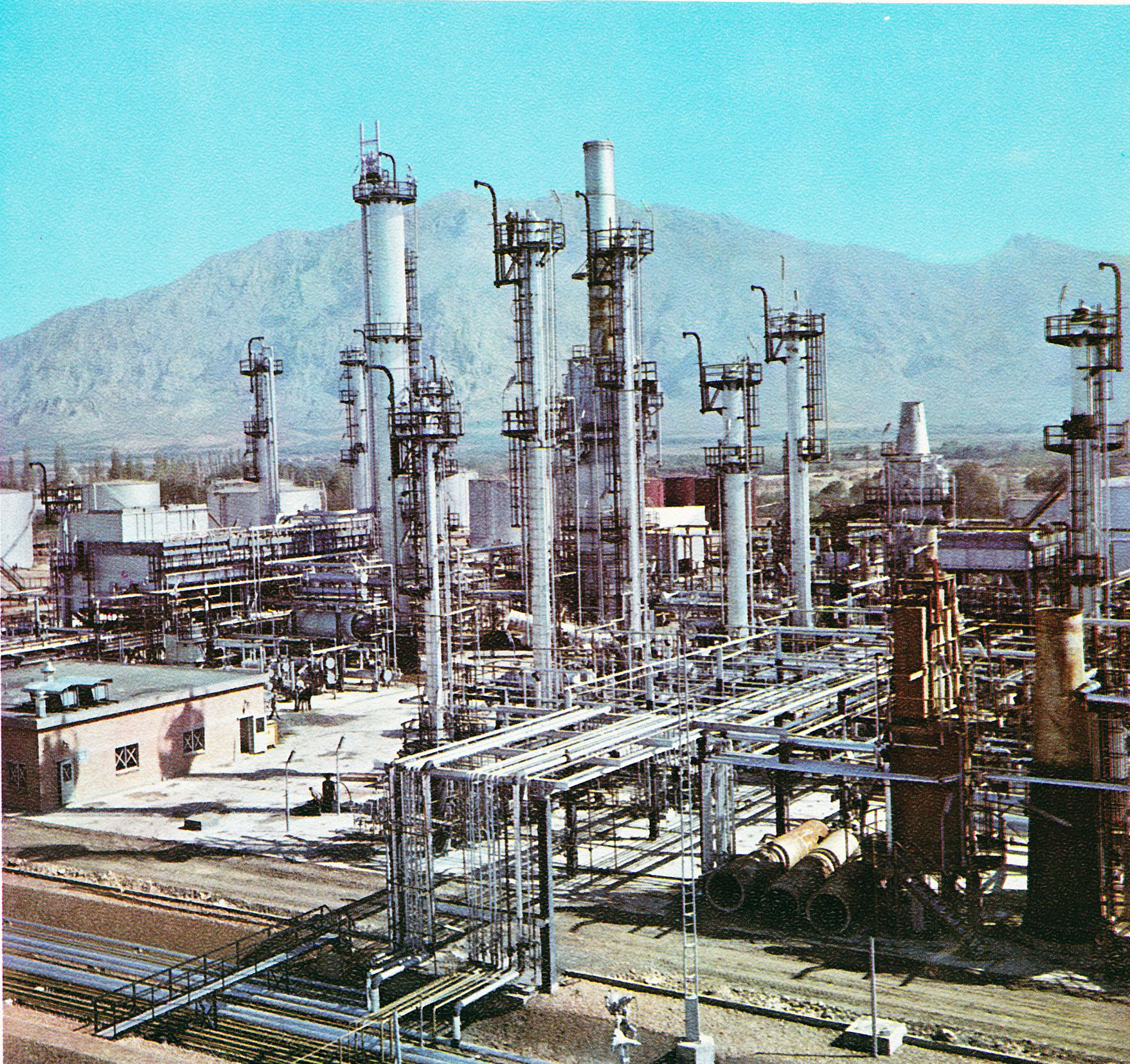
Raffinerie in Kermanschah, 1970

## Klimatabelle
|                       | Jan  | Feb  | Mär  | Apr  | Mai  | Jun  | Jul  | Aug  | Sep  | Okt  | Nov  | Dez  |   |      |
| Mittl. Tagesmax. (°C) | 8,2  | 9,8  | 14,9 | 19,0 | 23,5 | 33,5 | 38,1 | 37,4 | 32,8 | 25,3 | 16,5 | 10,4 | ⌀ | 22,5 |
| Mittl. Tagesmin. (°C) | −3,9 | −2,8 | 0,0  | 4,2  | 8,0  | 11,0 | 16,3 | 15,1 | 10,0 | 5,7  | 1,5  | −2,6 | ⌀ | 5,3  |
|                       |      |      |      |      |      |      |      |      |      |      |      |      |   |      |
| Niederschlag (mm)     | 67   | 63   | 89   | 70   | 34   | 1    | 0    | 0    | 1    | 29   | 54   | 70   | Σ | 478  |
|                       |      |      |      |      |      |      |      |      |      |      |      |      |   |      |
| Sonnenstunden (h/d)   | 4,5  | 5,4  | 6,6  | 6,8  | 7,8  | 11,7 | 11,6 | 11,1 | 9,7  | 7,0  | 6,0  | 5,1  | ⌀ | 7,8  |
|                       |      |      |      |      |      |      |      |      |      |      |      |      |   |      |
| Luftfeuchtigkeit (%)  | 75   | 71   | 62   | 57   | 49   | 28   | 23   | 23   | 25   | 40   | 59   | 71   | ⌀ | 48,5 |

| −3,9 |

| −2,8 |

| 0,0 |

| 4,2 |

| 8,0 |

| 11,0 |

| 16,3 |

| 15,1 |

| 10,0 |

| 5,7 |

| 1,5 |

| −2,6 |

| −3,9 |

| −2,8 |

| 0,0 |

| 4,2 |

| 8,0 |

| 11,0 |

| 16,3 |

| 15,1 |

| 10,0 |

| 5,7 |

| 1,5 |

| −2,6 |